# Roselin brun
Leucosticte arctoa
Espèce
Statut de conservation UICN

 LC  : Préoccupation mineure
Le Roselin brun (Leucosticte arctoa) est une espèce de passereau de la famille des Fringillidae.

## Description
Cet oiseau mesure de 16 à 18 cm de longueur.
Le mâle présente un plumage brun foncé festonné de blanchâtre sur le haut de la poitrine et surtout la tête avec la nuque plus nettement marquée de brun blanchâtre.
La femelle ressemble au mâle en plus pâle.

## Distribution
Cet oiseau se reproduit en Asie centrale (est du Kazakhstan, nord du Sinkiang et nord-ouest de la Mongolie), en Transbaïkalie, en Sibérie, au Kamtchatka, sur les îles Kouriles et celles du détroit de Béring). Il hiverne en Corée,
dans le sud de Sikhote Alin, en Mandchourie, dans le sud-est de la Mongolie, à Sakhaline, au Japon et dans les îles voisines.

## Sous-espèces
Cet oiseau est représenté par cinq sous-espèces :
- L. a. arctoa (Pallas, 1811) : Altaï russe, nord-ouest de la Mongolie et Sibérie du sud ;
- L. a. cognata (Madarász, 1909) : nord de la Mongolie ;
- L. a. sushkini Stegmann, 1932 : nord de la Mongolie (Kanghaï) ;
- L. a. gigliolii Salvadori, 1869 : Transbaïkalie ;
- L. a. brunneonucha (Brandt, 1842) : (Roselin à nuque brune) nord-est de la Sibérie (plateau de l’Aldan, monts Djouydjour, Verkhoïansk, Tcherskii et Oroulgan), Kamtchatka, îles Kouriles et du détroit de Béring, hivernant à Sakhaline, au Japon et en Mandchourie.

## Habitat
Cette espèce adopte un habitat légèrement différent en et hors période de reproduction. En été, elle fréquente la zone de transition entre les arbres, les glaciers et les versants de montagnes à végétation rampante. Elle visite aussi les plateaux herbeux et les prairies alpines. En hiver, elle gagne des zones de plus basse altitude et visite des habitats plus ouverts comme les plaines et les flancs des collines, les cours de fermes et les stations de nourrissage. Cependant, son habitat hivernal de prédilection est une plaine tapissée de plantes herbacées montées en graines ou un champ moissonné avec sa glanure.

## Alimentation
Elle consiste essentiellement en graines de plantes herbacées avec un complément d’insectes en été.

## Nidification
Elle n’est curieusement pas bien documentée pour la forme nominale continentale mais un nid appartenant à la sous-espèce L. a. brunneonucha  a été découvert dans les îles Kouriles. Il était placé dans une ancienne coulée de lave parsemée de rochers et partiellement couverte de lichens, de plantes à fleurs et de buissons de saule. Il était incrusté dans une petite anfractuosité d’environ 13 cm de diamètre et contenait cinq œufs blanc rosé vermiculés de rose plus foncé sur toute la surface (Gerasimov 2002).